# III. Seebataillon (Deutsches Kaiserreich)
Das III. Seebataillon war eine militärische Formation, die das Deutsche Kaiserreich im Pachtgebiet Kiautschou unterhielt. Es war das einzige Seebataillon der Kaiserlichen Marine, das dauerhaft in Übersee stationiert war. Die Geschichte dieses Bataillons ist eng mit der Entwicklung des Gouvernements von Tsingtau (heute Qingdao) verbunden.

## Vorgeschichte und Formierung
Im Unterschied zu allen anderen deutschen Überseegebieten wurde Kiautschou nicht von der Kolonialabteilung (später Reichskolonialamt), sondern vom Reichsmarineamt verwaltet. Die militärische Sicherung oblag daher auch nicht dem Kommando der Schutztruppen, sondern der Kaiserlichen Marine.
Nach dem Juye-Vorfall am 2. November 1897 wurde zwischen dem 3. und dem 13. Dezember 1897 ein gesondertes Marineinfanterie-Bataillon mit der 1. und 2. Kompanie aus Teilen des I. Seebataillons in Kiel und der 3. und 4. Kompanie aus Teilen des II. Seebataillons in Wilhelmshaven gebildet. Hinzu kamen 230 Freiwillige aus den Armeekorps des Heeres. Mit dem Dampfschiff Darmstadt wurde das neue Bataillon am 16. Dezember 1897 von Wilhelmshaven ins deutsche Pachtgebiet Kiautschou nach Tsingtau in China verlegt, wo es am 26. Januar 1898 eintraf.
Das Bataillon unterstand ab dem 16. April 1898 dem neuen Gouvernement von Kiautschou (fachlich auch der Inspektion der Marineinfanterie), das seinerseits dem Reichsmarineamt unterstand; als Gouverneur wurde Carl Rosendahl eingesetzt. Viele Offiziere der Seebataillone wurden für einige Jahre vom Heer zur Marine versetzt und kehrten später wieder zum Heer zurück. Für die Mannschaften wurde Gardeersatz gestellt. Am 6. Mai 1898 besuchte  Prinz Heinrich von Preußen erstmalig die Garnison in Tsingtau. Am 15. Mai begleiteten Mannschaften des Seebataillons den Prinzen Heinrich zur Audienz beim Puyi, dem 12. Kaiser der Qing-Dynastie, im Sommerpalast von Peking. Am 1. Juni kamen die Abordnungen wieder mit Prinz Heinrich in Tsingtau an.

## Garnisonsgeschichte des III. Seebataillons

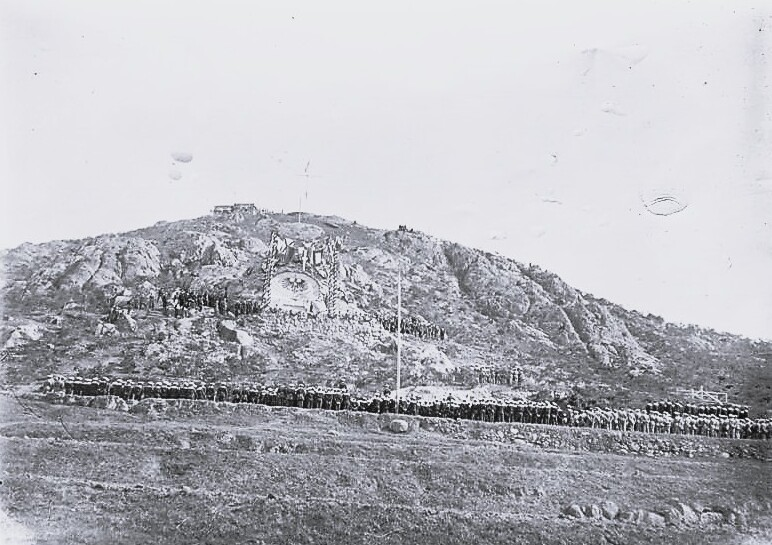
Teilnahme des III. Seebataillons bei der Einweihung des Diederichsstein-Denkmals am 21. November 1898

Das III. Seebataillon leistete Dienst als Garnisons- und Kolonialtruppe. Die Hauptaufgabe bestand in der landseitigen Sicherung des deutschen Marinestützpunktes in Tsingtau, der wiederum eine zentrale Bedeutung für die ostasiatische Marinestation hatte. Detachements befanden sich zur Bewachung deutscher Niederlassungen oder zeitweise auch an anderen Orten Chinas. Längerfristige Nebenstandorte lagen in:
- Kaumi (Inland der Provinz Schantung): 5. (berittene) Kompanie, 1900–1906[8]
- Schatsykou (Außenseite der Kiautschou-Bucht): befestigter Posten, 1898–1914[9]
- Sifang (Innenseite der Kiautschou-Bucht): 1. Kompanie, 1906–1914[10]

Durch Allerhöchste Kabinettsorder (A.K.O.) vom 13. Juni 1898 wurde der Name als III. Seebataillon bestimmt. Per A.K.O. vom gleichen Tage, wurde die Einführung eines Tropenanzuges mit Khaki-Stoff und Tropenhelm angeordnet. Am 28. August traf die erste Ablösung mit dem Dampfschiff Crefeld in Hafen von Tsintau ein, der Wechsel war zum 4. September abgeschlossen als die bisherigen Mannschaften an Bord des Dampfschiffes waren. Major von Lossow kehrte heim, dafür erhielt Major Dürr seine Dienststellung. Am 14. November 1898 war der erste Jahrestag der Besitzergreifung von Tsingtau; Prinz Heinrich weihte am 21. November 1898 den Diederichsstein am Signalberg ein, woran das III. Seebataillon teilnahm. Die neue Fahne des III. Seebataillon kam am 30. November mit dem Reichspostdampfer Apenrade an. Die Fahne mit der Devise „Pro Gloria et Patria“ wurde am 3. Dezember feierlich an das III. Seebataillon übergeben. Am 14. Juni 1901 wurden die vier Infanteriekompanien um eine berittene fünfte Kompanie ergänzt. Im September 1910 erhielt das Bataillon eine Pionier-Kompanie und eine Feldbatterie.
Während der Garnisonszeit wurden von Anfang an in erheblichen Umfang Bauarbeiten durchgeführt, die einerseits direkt dem Bataillon zugutekamen und anderseits den Befestigungsanlagen und dem Hafen gewidmet waren. Erste Behelfsunterkünfte wurden 1898/99 erbaut und laufend verbessert. 1909 wurden die Fußtruppen in die neue Bismarck-Kaserne verlegt, die berittenen Abteilungen kamen mit der Marine-Feldartillerie-Kompanie in die Moltke-Kaserne. Das III. Stamm-Seebataillon hatte Unterkünfte in der Kiautschou-Kaserne (später Marien-Kaserne), die dem  Marinestützpunkt Cuxhaven beigeordnet war.

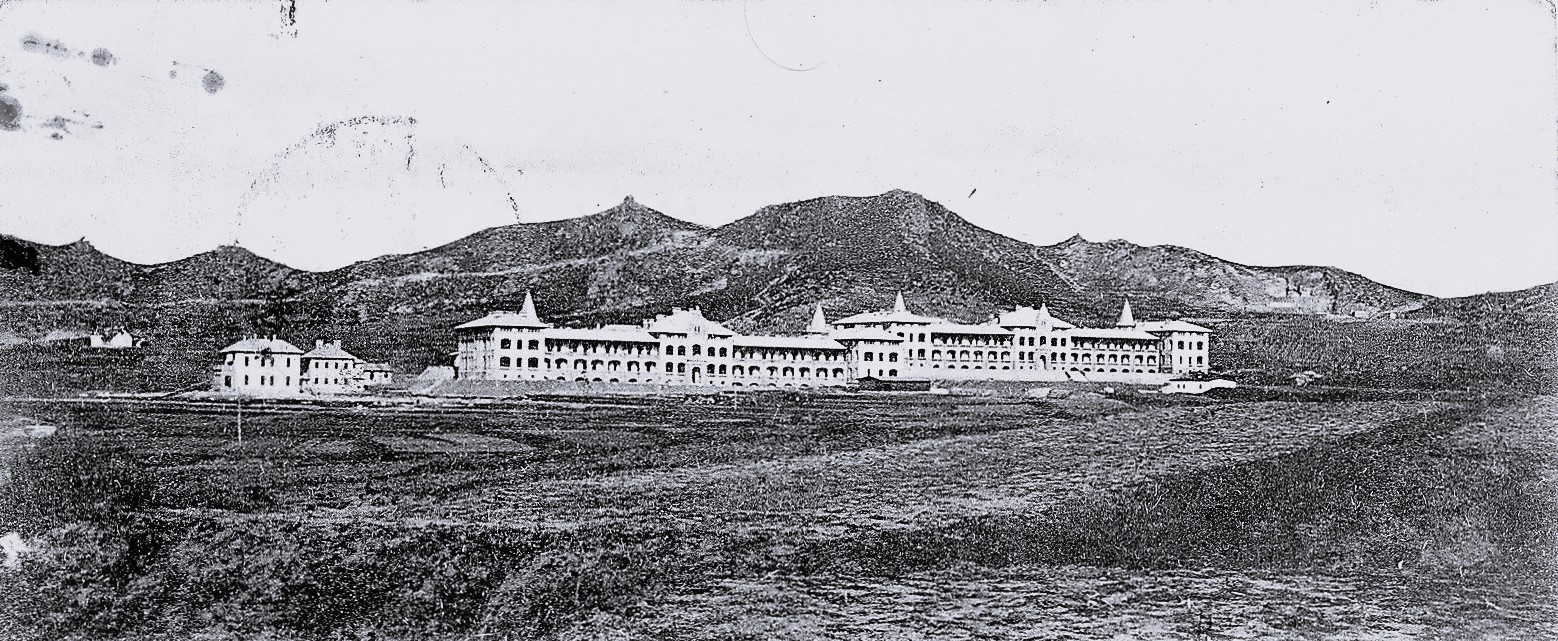
Iltis-Kaserne, Tsingtau (1899 erbaut)
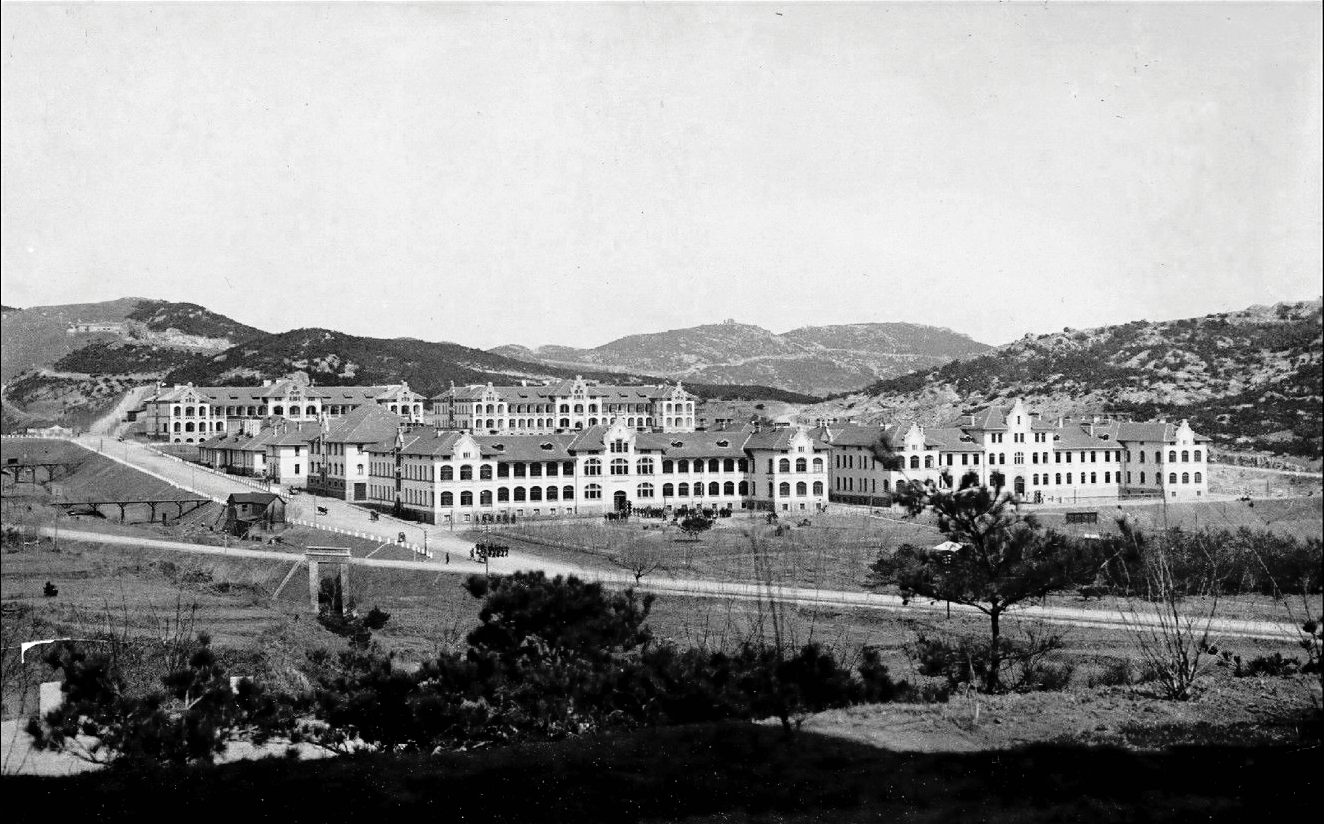
Bismarck-Kaserne, Tsingtau (1903–1909 erbaut)
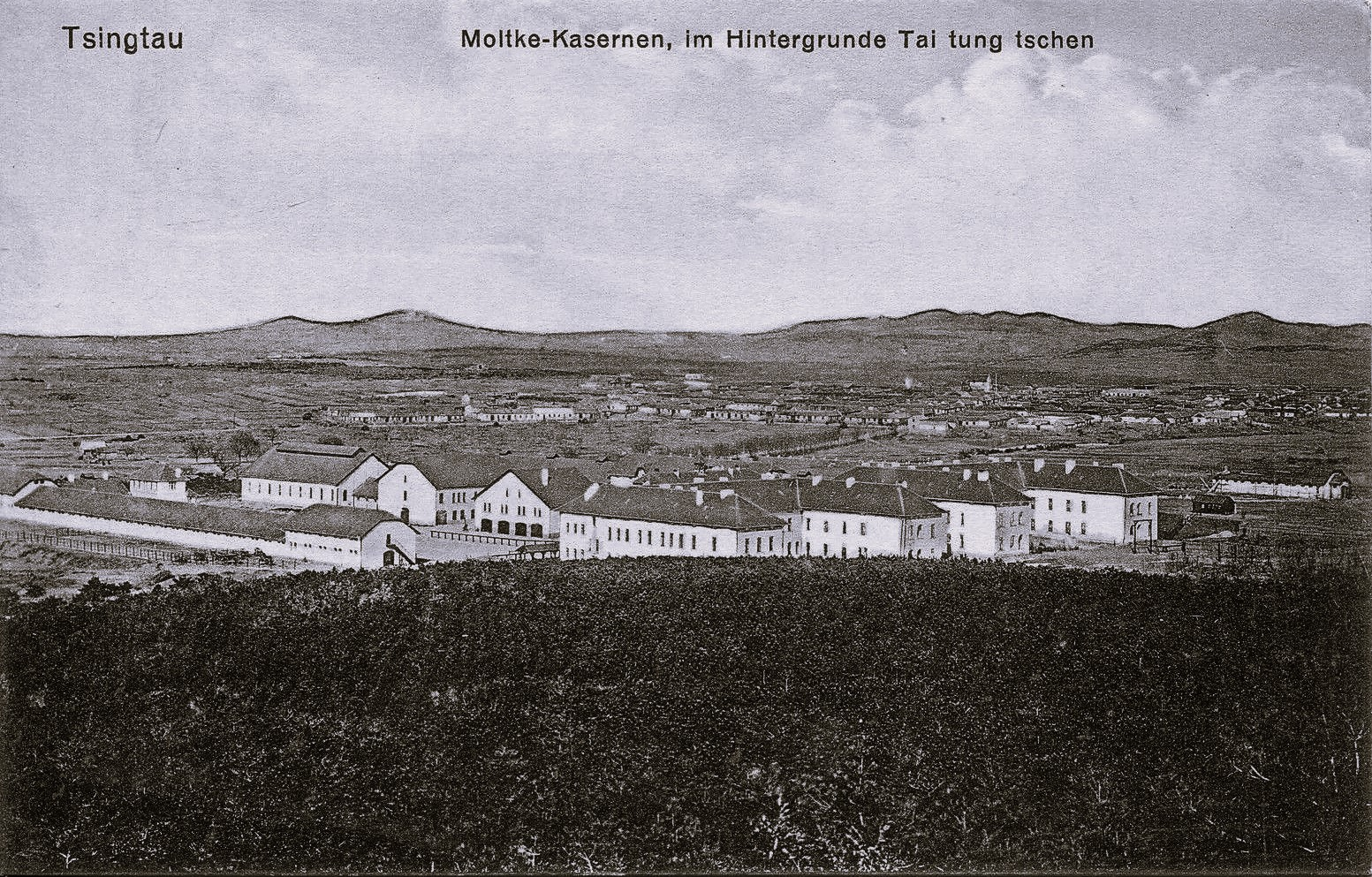
Moltke-Kaserne, Tsingtau (1905–1909 erbaut)
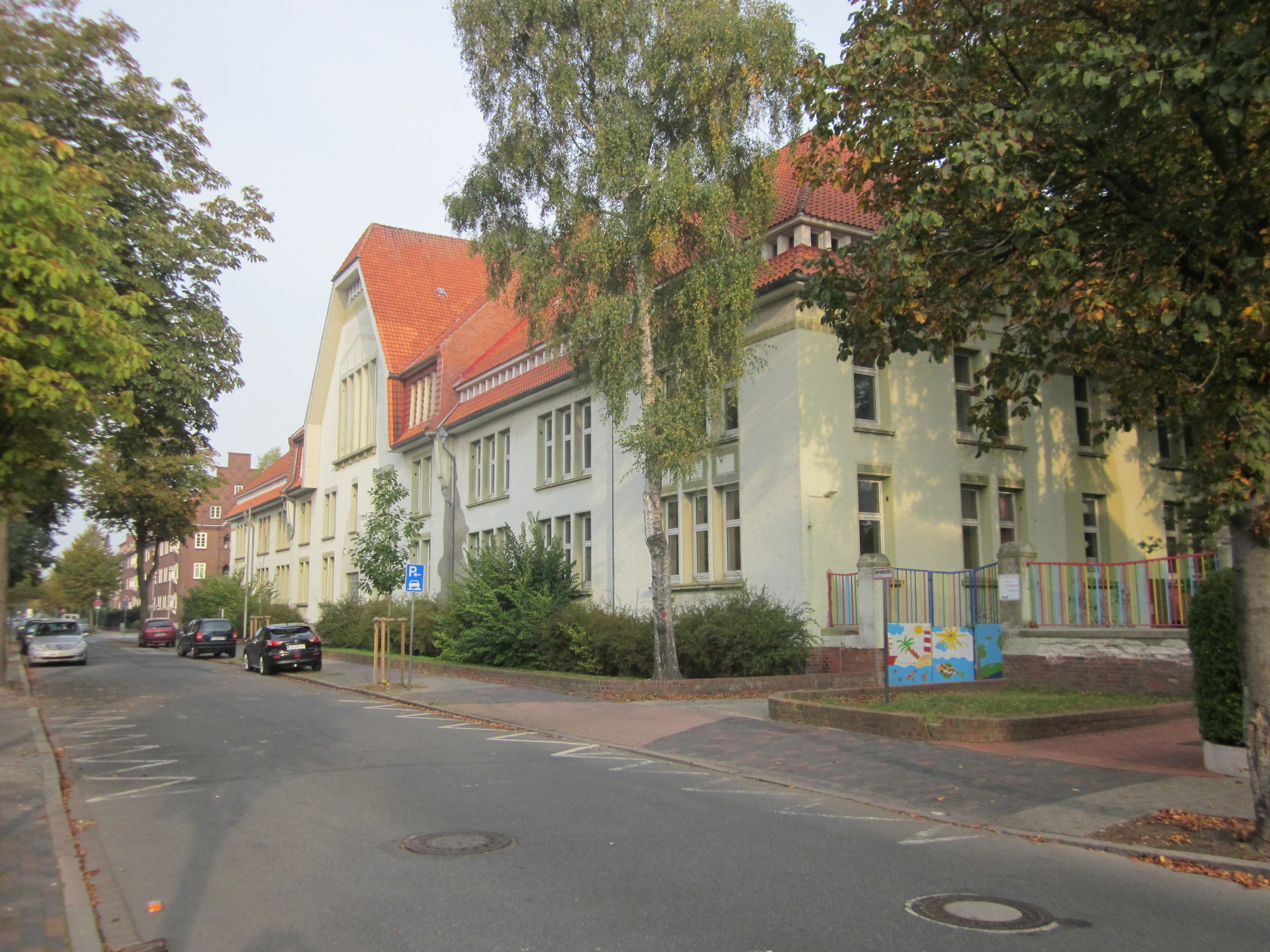
Kiautschou-Kaserne (1909), Gorch-Fock-Straße (Cuxhaven)

Japan forderte mit dem Ultimatum vom 15. August 1914 die bedingungslose Übergabe von Tsingtau bis zum 15. September 1914. Ab dem 16. August 1914 war Tsingtau seeseitig blockiert sowie seit dem 28. September 1914 auch landseitig eingeschlossen und unter dauerndem Beschuss. Nach Verbrauch der letzten deutschen Munitionsvorräte rückten japanische Sturmtruppen nach Tsingtau ein. Mit der Einnahme Tsingtaus durch japanisch-britische Verbände am 7. November 1914 kapitulierten die deutschen Truppen des Pachtgebiets. Dadurch kamen die meisten Überlebenden des III. Seebataillons in japanische Kriegsgefangenschaft und das Bataillon hörte faktisch auf zu bestehen. Bei den Transporten nach Japan wurden auch Teile des zerstörten Diederichsstein nach Japan überführt. Die 50 Bataillonsangehörigen des Peking-Detachements wurde 1917 im Sommersitz des Prinzen Tsai-toa bei Peking interniert.

## Militärische Operationen

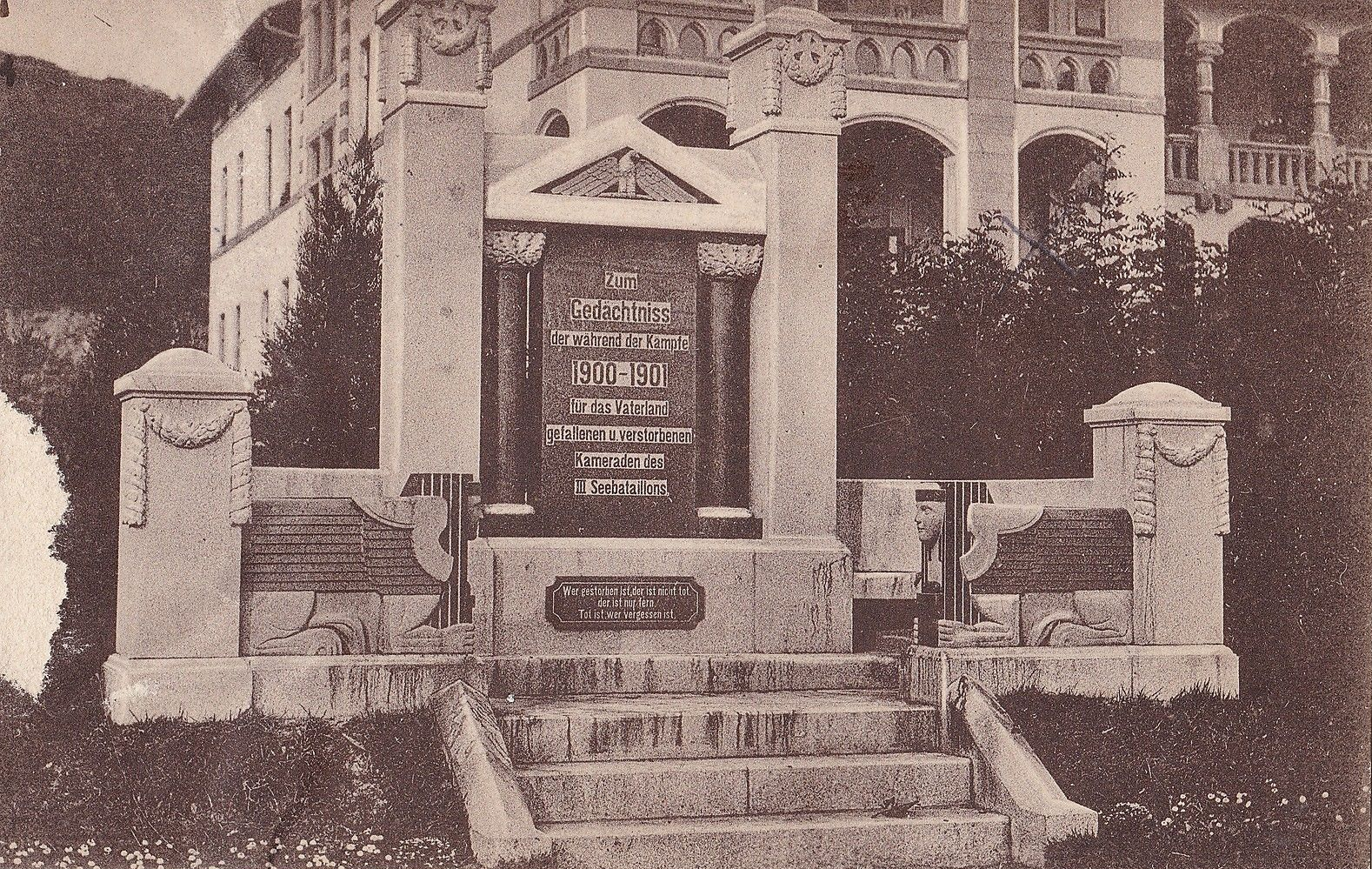
Denkmal für die Gefallenen und Verstorbenen des III. Seebataillons

Gedenkblatt für die in Peking gefallenen Opfer des III. Seebataillons

Das III. Seebataillon entsandte Truppen zur Verstärkung der Vereinigten Expedition der acht Staaten beim Boxeraufstand, führte eigene sogenannte Strafexpeditionen durch und war zeitweise auch an anderen Orten Chinas im Einsatz. Zuletzt verteidigte es Tsingtau bis zur Kapitulation 1914.
Im Sommer 1900 beteiligte sich das III. Seebataillon an Kämpfen in und um Tientsin, wo internationale Vertretungen am 23. Juni durch das Seebataillon und weitere internationale Truppen entsetzt wurde. Am 4. Juli wurde das Bataillon wieder aus Tientsin abgezogen, da auch in der Region um Tsingtau der offene Ausbruch des Aufstandes drohte. Einzelne Abteilungen waren an Gefechten im Gesandtschaftsviertel von Peking und in der Provinz Shandong beteiligt. Von der 2. und 4. Kompanie in Tientsin sowie dem Zug in Peking fielen 21 Mann. Die Gefallenen und Verstorbenen dieser Zeit wurden später mit einem Kriegerdenkmal in der Bismarck-Kaserne geehrt.
Im Ersten Weltkrieg trugen die Soldaten des III. Seebataillons die Hauptlast der Kämpfe an der Landfront von Kiautschou und verteidigten Tsingtau bis zum 7. November 1914. Den Kompanien des Seebataillons oblag die Verteidigung von fünf Infanteriewerken im Hinterland von Tsingtau. Das Stammbataillon wurde schon früher aufgelöst; mit der Gefangennahmen der Überlebenden von Tsingtau endete die Bataillonsgeschichte.

## Organisation
Die Organisation des III. Seebataillons unterstand von Anfang an der Reichsmarine mit dem Kaiser als dem obersten Dienstherrn. Neben anderen Bestimmungen basierte die Entsendung der Soldaten auf der damaligen Wehrverfassung des deutschen Reiches und der Verfügung „Organisatorische Bestimmungen für die Besatzung des Schutzgebietes und deren Stammkompanien.“ vom 17. August 1898, vom 1. Oktober 1902 und weiteren Änderungen zum Kriegseintritt 1914. Zusätzlich gab es Anlagen über „Besondere Bestimmungen zur Ergänzung, Beförderung und Ablösung der Besatzung des Schutzgebiets Kiautschou“ mit weiteren Bestimmungen für Wehrpflichtige. Die übliche Dienstzeit bis zur Ablösung in Kiautschou lag für Mannschaften bei zwei Jahren, die mit Grundausbildung und Reisenzeiten und restlicher Beurlaubung damit auf eine dreijährige Dienstzeit kamen. Offiziere hatten in der Regel längere Dienstzeiten. Das Reichsmarineamt veranlasste vor Ort eine umfangreiche Verwaltung, wobei das III. Seebataillon den militärischen Kern darstellte und vom Gouvernement mit zahlreichen Einrichtungen ergänzt wurde.

### Gliederung
Die Gliederung des III. Seebataillons unterlag in seiner 17-jährigen Laufbahn zahlreichen Veränderungen, die mit dem Wachstum in Tsingtau und den politischen Ereignissen in China einher gingen.
Bei Kriegsbeginn 1914 bestand das Bataillon aus folgenden Einheiten:
- vier Marineinfanterie-Kompanien
- eine berittene (5.) Kompanie, ab 29. März 1902[20]
- eine Marine-Feldartillerie-Batterie per A.K.O. ab 4. Dezember 1899[5]
- eine Marine-Pionier-Kompanie, per A.K.O. vom 27. September 1910, ab 1911 per Ranglisten[20]
- eine Maschinengewehr-Kompanie, ab 12. Juli 1904 in Zugstärke, am 25. Februar 1908 auf Kompaniestärke verdoppelt[21][20]
- eine Militärkapelle

Die spätere Entwicklung der Zahlen zur Kriegsstärke in Tsingtau wird in Quellen unterschiedlich wiedergegeben. Auch die Gliederung der Einsatzkräfte wird unterschiedlich dargestellt, was mit den besonderen Umständen der Verteidigung in den letzten Monaten der Garnison zusammenhängen kann. Im Ersten Weltkrieg wurden in Tsingtau zusätzlich zu den oben genannten Einheiten noch die 6. und 7. (Reserve-)Infanteriekompanie und eine (Reserve-)Marine-Feldartillerie-Batterie aufgestellt.

### Chinesische Abteilungen

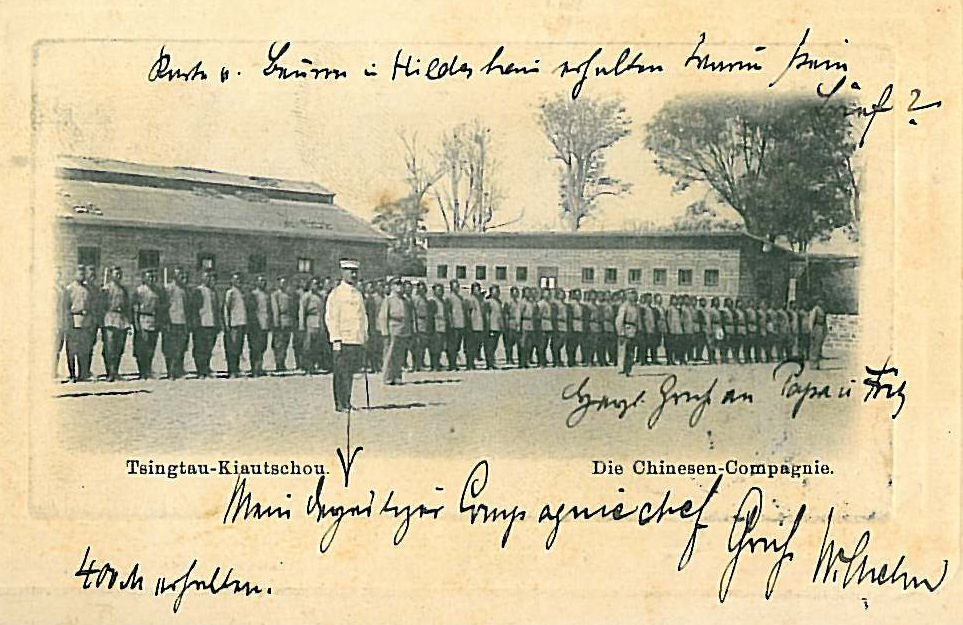
Die Chinesen-Compagnie auf einer zeitgenössischen Postkarte aus Tsingtau-Kiautschou.

Die Aufstellung und Rekrutierung einer Kompanie mit Chinesen erfolgte ab Oktober 1899. Die Stärke dieser separat in Litzun kasernierten Chinesen-Kompanie betrug 120 Mann Infanterie und 20 Reiter unter Führung von drei deutschen Offizieren und zehn Unteroffizieren. Die Kommandosprache war Deutsch, daher wurden chinesische Dolmetscher angestellt. Da die Einheit als unzuverlässig galt – 26 Soldaten desertierten im „Boxer“-Krieg – wurde die Stärke der Kompanie im November 1900 auf 68 Mann, darunter 12 Reiter, reduziert. Im September 1901 folgte die Auflösung. Die Reiter wurden der 5. (berittenen) Kompanie zugewiesen. Die verbliebenen Mannschaften wurden in die Polizeitruppe eingegliedert.

### III. Stamm-Seebataillon
Das III. Stamm-Seebataillon war ein Verband für den Personalersatz und die Ausbildung für die anschließende Verwendung im III. Seebataillon. Er wurde durch allerhöchster Kabinettsorder vom 31. Mai 1905 als selbstständige Einheit aufgestellt. Die Uniformen trugen die Abzeichen des III. Seebataillons. Sein Standort war zunächst Wilhelmshaven und ab dem 1. März 1913 Cuxhaven. Bis zum Ersten Weltkrieg wurden in Cuxhaven jährlich etwa 300 Mann für den Einsatz in Tsingtau ausgebildet. Im August 1914 ging das Stammbataillon im VII. Seebataillon auf.

### Bataillonskapelle
Unter der Leitung des Marine-Stabshoboisten Otto Wille wurde eine Kapelle mit zunächst 18 Hoboisten gegründet. Bis 1905 wuchs ihre Zahl auf 41 an. Die Musiker des III. Seebataillons spielten nicht nur zu militärischen Zwecken, sondern auch bei zivilen und auswärtigen Anlässen. Das Orchester war so erfolgreich, dass es sich zu einem kulturellen Aushängeschild Deutschlands in Ostasien entwickelte. Zusätzlich zu ihren musikalischen Aufgaben erhielten die Mitglieder der Kapelle eine Ausbildung als (Hilfs-)Krankenträger.

### Kommandeure

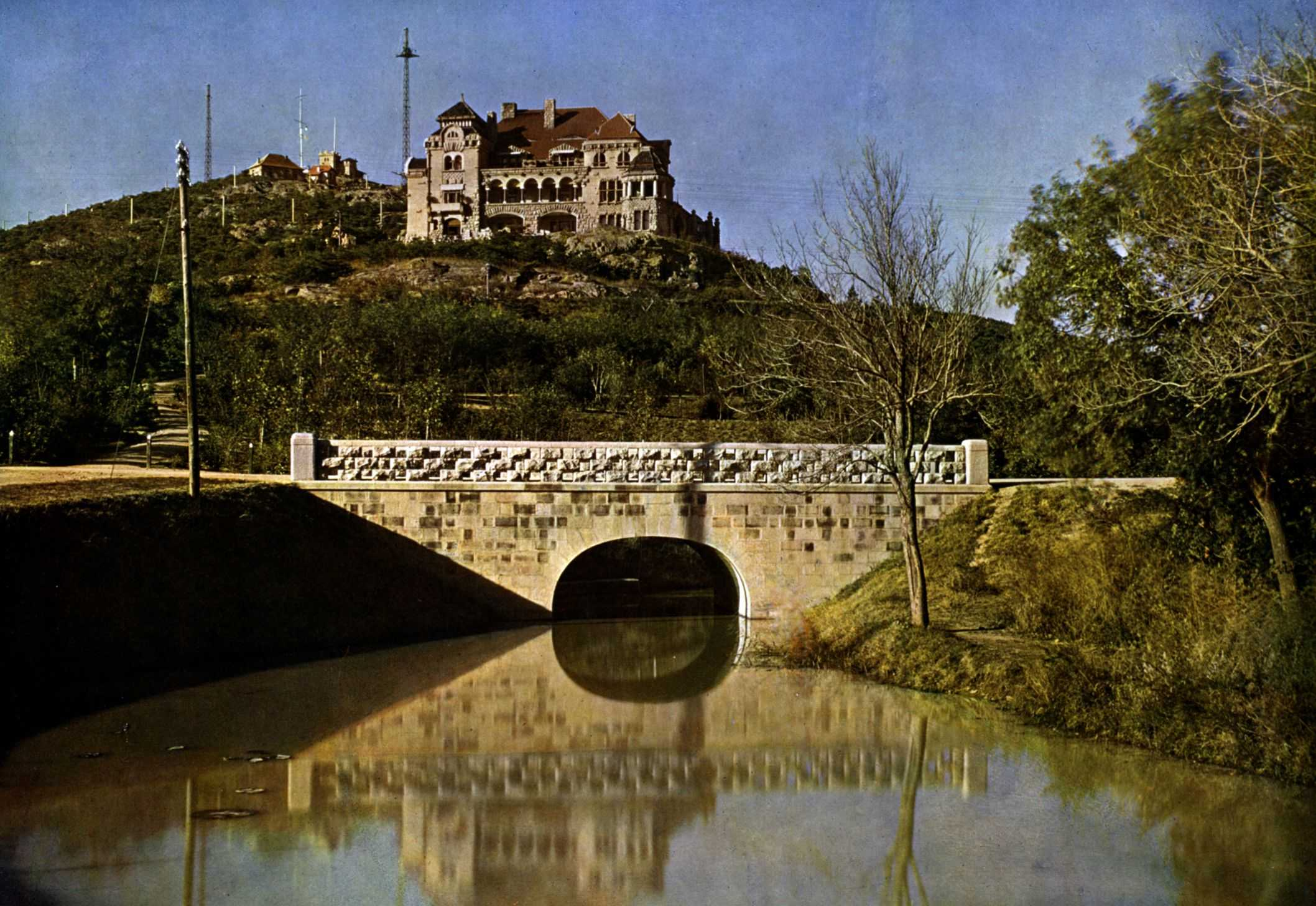
Dienstwohnung des Gouverneurs in Tsingtau

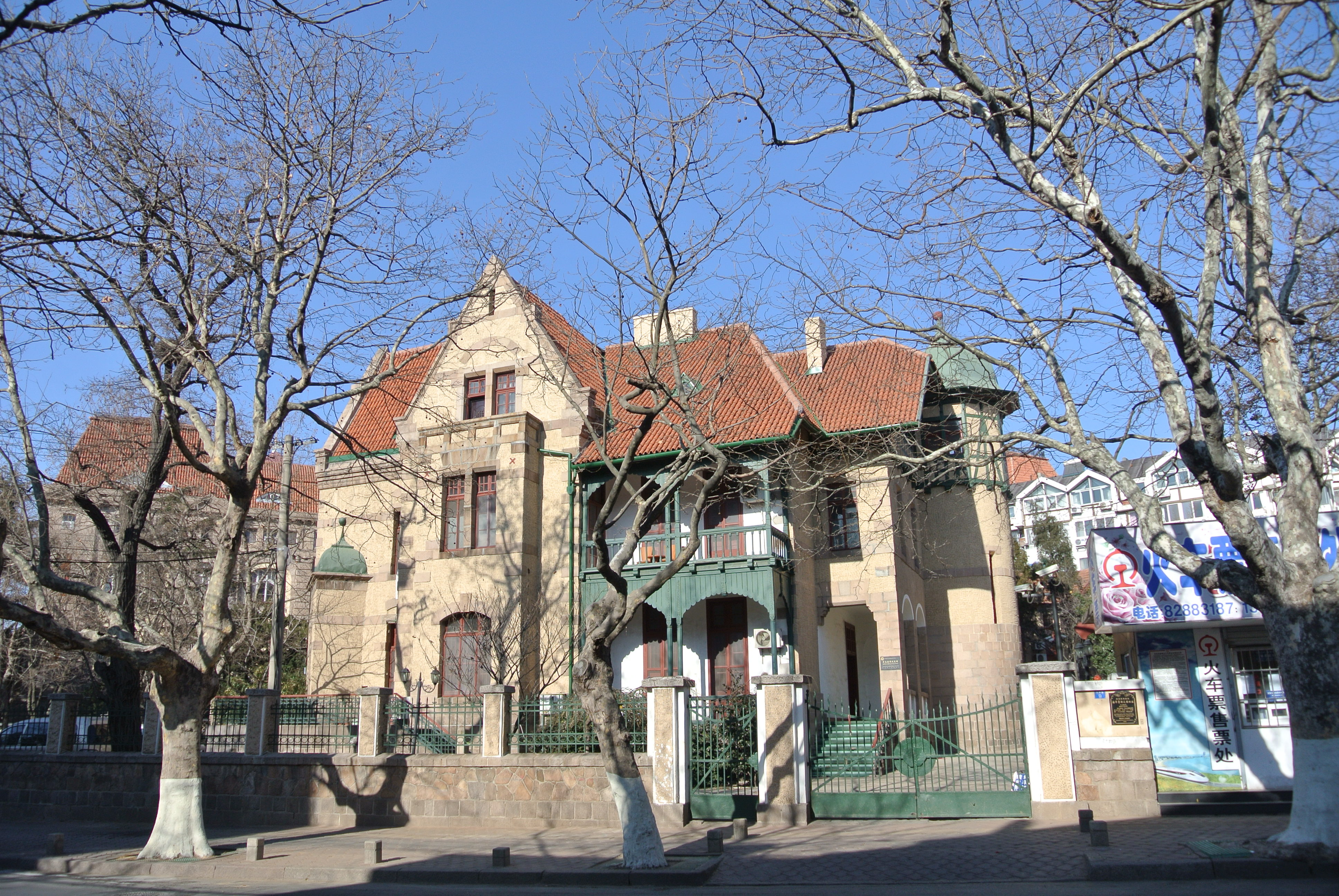
Dienstwohnung des Kommandeurs des III. Seebataillons

Oberster Befehlshaber der militärischen Besatzung im Pachtgebiet war ein Seeoffizier mit dem Titel Gouverneur. Ihm unterstellt war der Kommandeur des III. Seebataillons, bei Ernennung stets im Rang eines Majors.
Kommandeure des III. Seebataillons waren:
| Jahr der Ernennung | Name                         | Porträt |
| ------------------ | ---------------------------- | ------- |
| 1897               | Oskar Kopka von Lossow       |         |
| 1898               | Karl Dürr                    |         |
| 1900               | Johannes Christ              |         |
| 1902               | Richard Hofrichter           |         |
| 1903               | Arwed von Frobel             |         |
| 1907               | Hermann Credner              |         |
| 1909               | Ernst von Below              |         |
| 1912               | Luiz Freiherr von Liliencron |         |
| 1913               | Friedrich von Kessinger      |         |

Führer und Kommandeure des III. Stamm-Seebataillons waren:
| Jahr der Ernennung | Name                         |
| ------------------ | ---------------------------- |
| 1904               | Hermann Credner              |
| 1907               | Arwed von Frobel             |
| 1910               | Luiz Freiherr von Liliencron |
| 1912               | Ernst von Below              |
| 1913               | Julius von Bernuth           |

### Kompanie- und Batteriechefs
Kompanie- und Batteriechefs des III. Seebataillons waren (Stand Mai 1914):
| Einheit               | Dienstgrad | Name                                    |
| --------------------- | ---------- | --------------------------------------- |
| 1. Kompanie           | Hauptmann  | Wilhelm Johannes Georg Weckmann         |
| 2. Kompanie           | Hauptmann  | Waldemar Lancelle                       |
| 3. Kompanie           | Major      | Hans Joachim Heinrich (Hasso) von Wedel |
| 4. Kompanie           | Hauptmann  | Willy Erich Perschmann                  |
| 5. (beritt.) Kompanie | Major      | Eduard Camillo Heinrich Kleemann        |
| Feldbatterie          | Hauptmann  | Walter Stecher                          |
| Pionierkompanie       | Hauptmann  | Ernst Alfred Sodan                      |

## Ausrüstung
Die Ausrüstung und Uniformierung der Angehörigen des III. Seebataillons weist einige Besonderheiten auf, die zum Teil per A.K.O. angeordnet wurden. Die weitere Ausrüstung war ein Gemisch aus den in Marine und Heer verfügbaren Beständen. Bei der Marine-Feldartillerie und den berittenen Kompanien wurde entsprechend der Armeeausstattung ausgerüstet. Die berittene Kompanie zählte 163 Pferde.

### Uniformierung
Abweichend von den übrigen Seebataillonen trugen die Angehörigen des III. Seebataillons eine braune Tropenuniform aus Khaki-Drell sowie graue Litewken mit tombachenen Knöpfen. Dazu wurde ein Tropenhelm aus Gummistoff getragen. An der Stirnseite des Helms befand sich ein Adler auf einem Anker aus Neusilber (später bronzefarben) mit einer schwarz-weiß-roten Kokarde aus Blech. Je nach Anlass erschienen die Soldaten auch in weißen oder blauen Uniformkombinationen der damaligen Marine. Die Schulterklappen waren aus weißem Tuch und zeigten zwei klare gekreuzte Anker aus gelbem Tuch mit aufgelegter Kaiserkrone. Unterhalb der Anker befand sich eine römische III. Die Angehörigen der 5. (berittenen) Kompanie waren mit einem besonderen Munitionsgürtel ausgerüstet, der nach Art eines Bandelier diagonal über der Schulter getragen wurde. Die asiatischen Angehörigen der Chinesen-Kompanie trugen eine Schirmmütze aus dunkelblauem Stoff, teilweise auch Khaki-Mützen mit deutscher Kokarde. Ihre Jacken waren zumeist knopflos und wurden durch Verschnürungen geschlossen.

### Bewaffnung
Als Infanteriewaffe diente zunächst das Gewehr (mit Seitenwaffe) Modell 88. Mit der Einführung des Modells 98 wurden vorrangig die in China stationierten Seesoldaten damit ausgerüstet.

### Bataillonsfahne
Zunächst führte das Bataillon als Truppenfahne die Flagge des I. Seebataillons. Am 9. Oktober 1898 erhielt die Fahne des III. Seebataillons im Potsdamer Stadtschloss ihre Nagelung und Weihe. Am 3. Dezember 1898 folgte die Übergabe an das Bataillon in Tsingtau. Kurz vor der Eroberung Tsingtaus entkam Gunther Plüschow mit einem Flugzeug des Typs Etrich Taube aus der belagerten Stadt. Dabei führte er Teile der Bataillonsflagge mit sich. Später gelangten die Flaggenreste in die Reichsmarinesammlung des Museums für Meereskunde nach Berlin und gelten heute als verschollen.

### Galerie

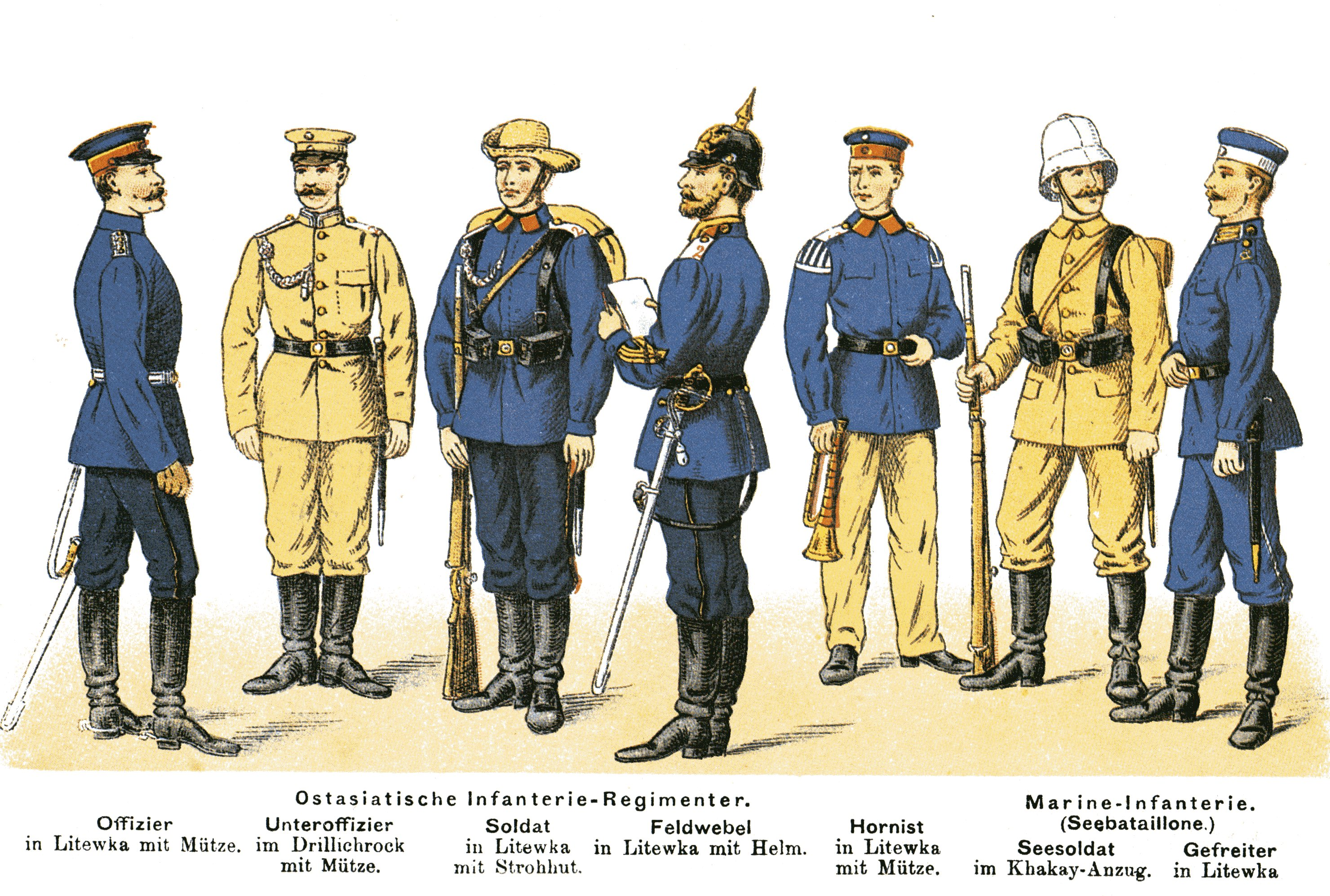
Angehörige des Ostasiatischen Expeditionskorps und der Marineinfanterie in verschiedenen Uniformierungen um 1901, rechts III. Seebataillon.
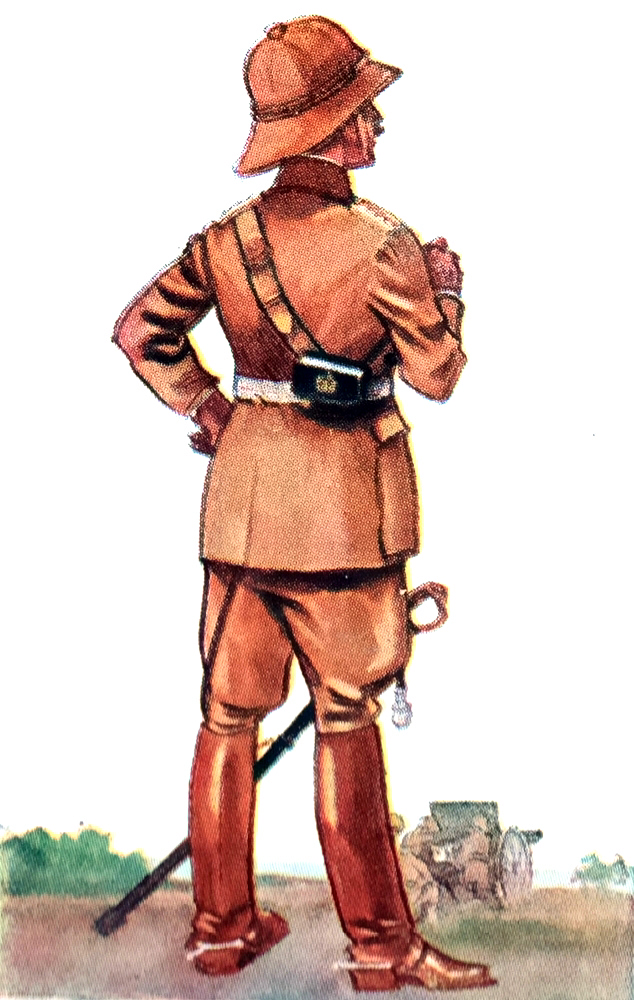
III. Seebataillon, Hauptmann der Marine-Feldbatterie im Dienstanzug, Braundrell (Tropendienstanzug) (um 1910)
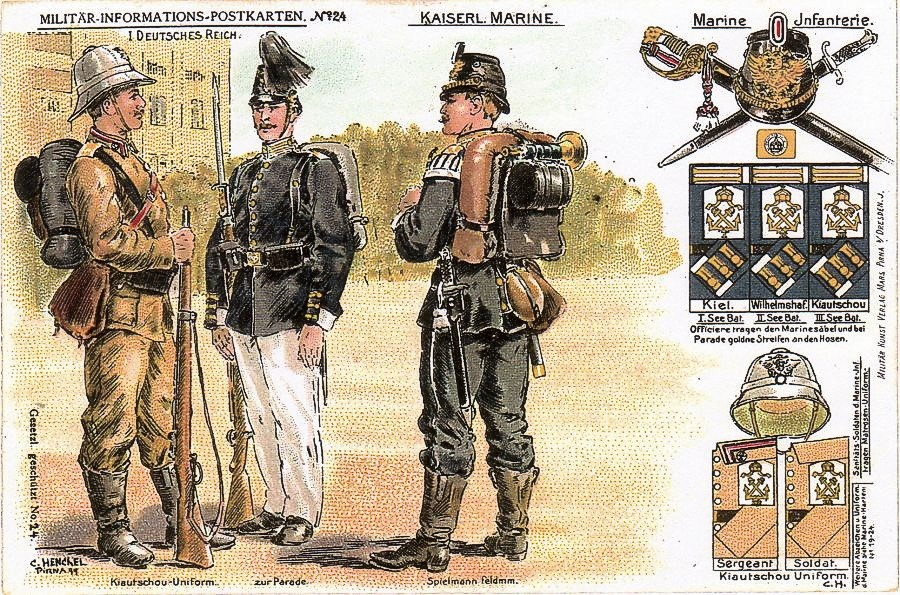
III. Seebataillon, Uniformen und Schulterklappen der Mannschaften.
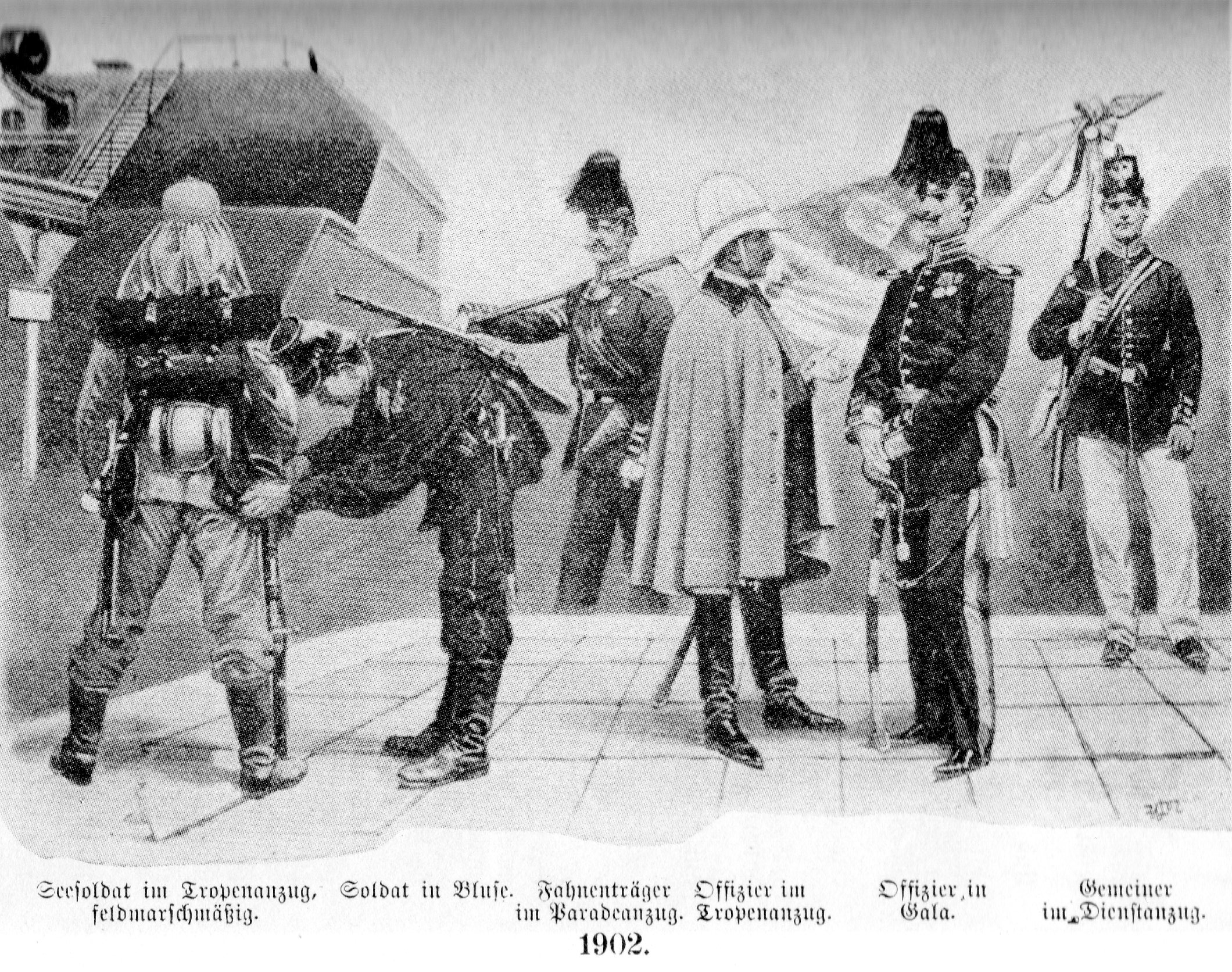
Uniformvarianten der Marineinfanterie (1902)

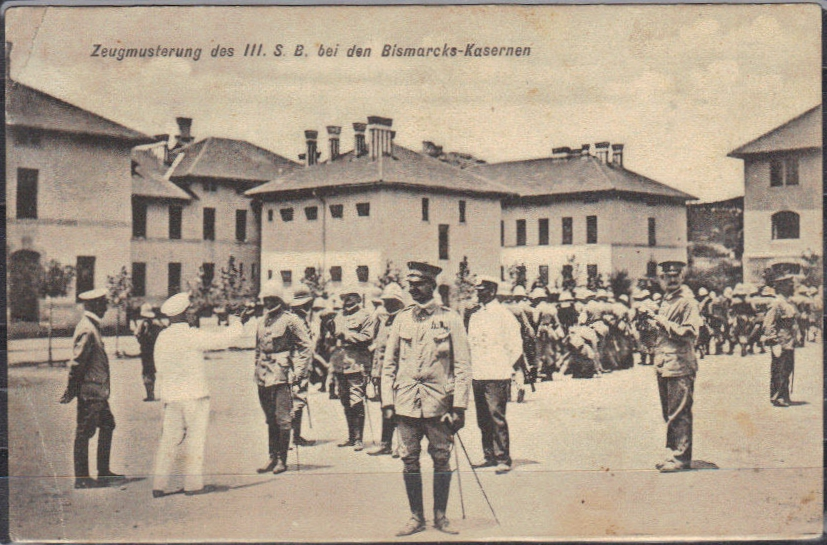
III. Seebataillon, Marine-Infanteristen, Zeugmusterung in der Bismarck-Kaserne (ca. 1910–12)
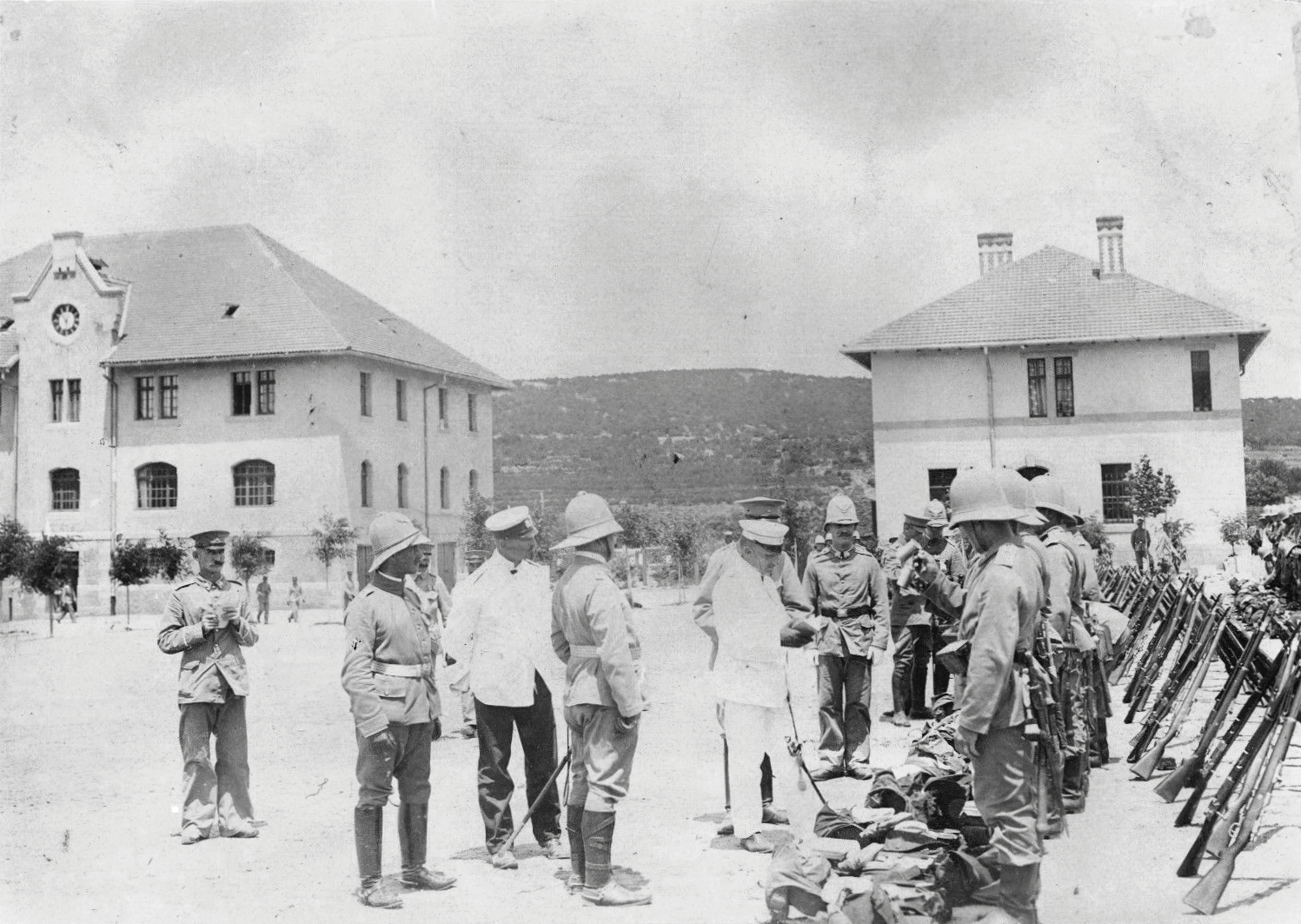
III. Seebataillon, Marine-Infanteristen, Zeugmusterung in der Bismarck-Kaserne (ca. 1910–12)
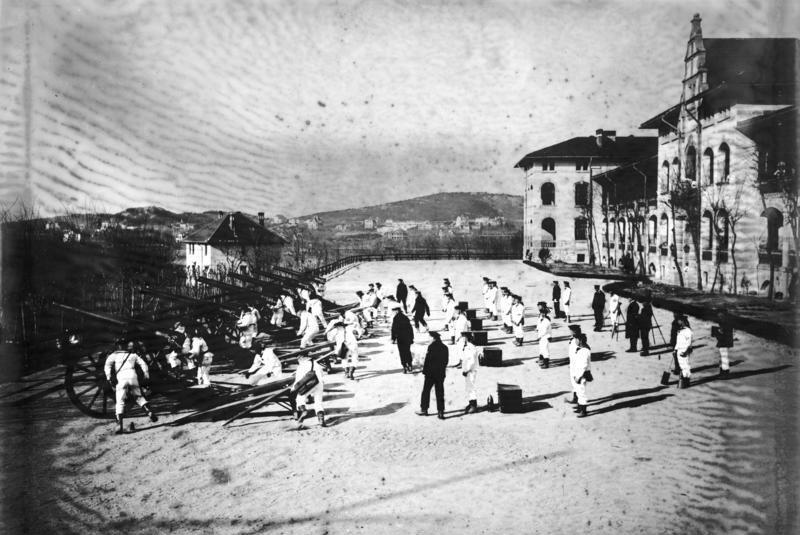
III. Seebataillon, Marine-Feldartillerie beim Drill (1908)
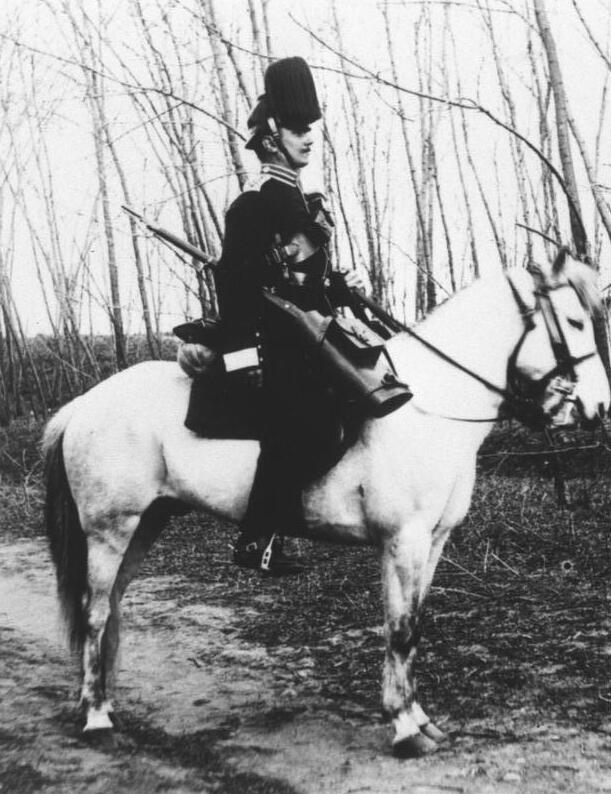
III. Seebataillon, Soldat der 5. (berittenen) Kompanie mit Munitionsgürtel

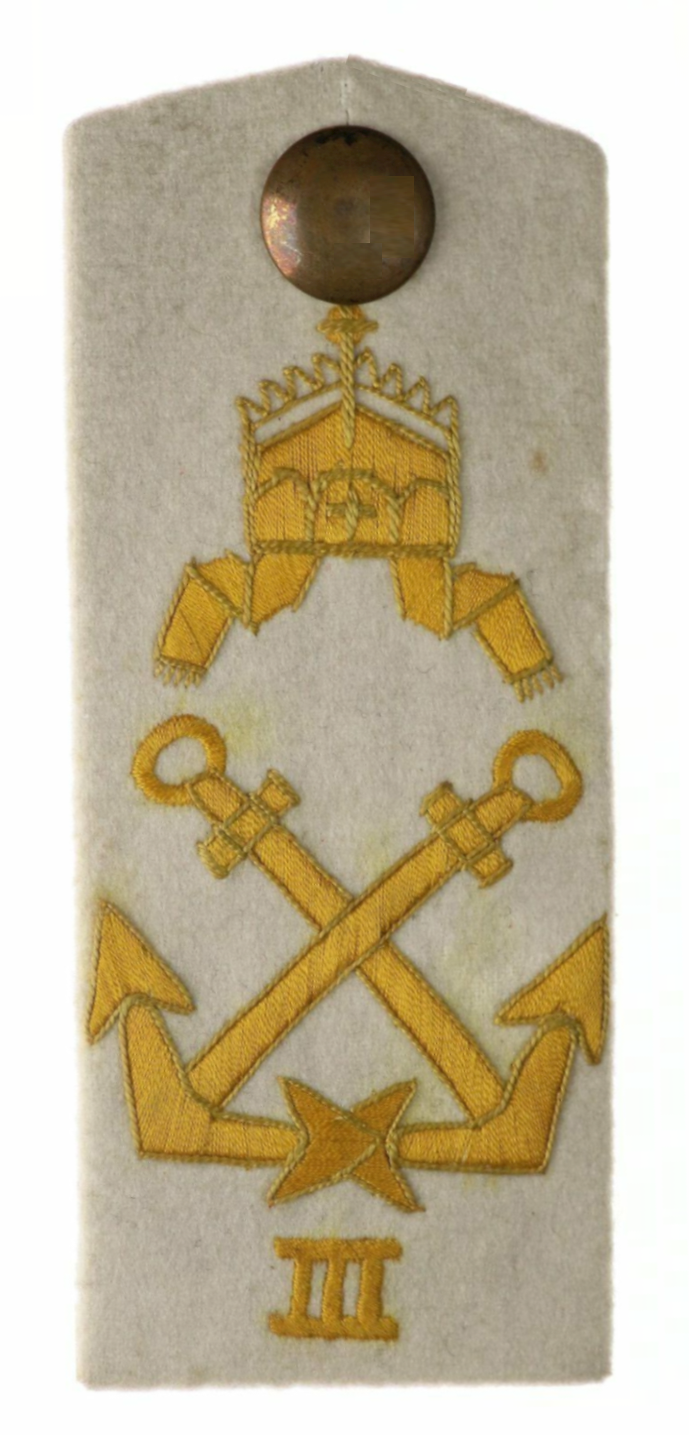
III. Seebataillon, Schulterklappe mit Kaiserkrone und gekreuzten Ankern
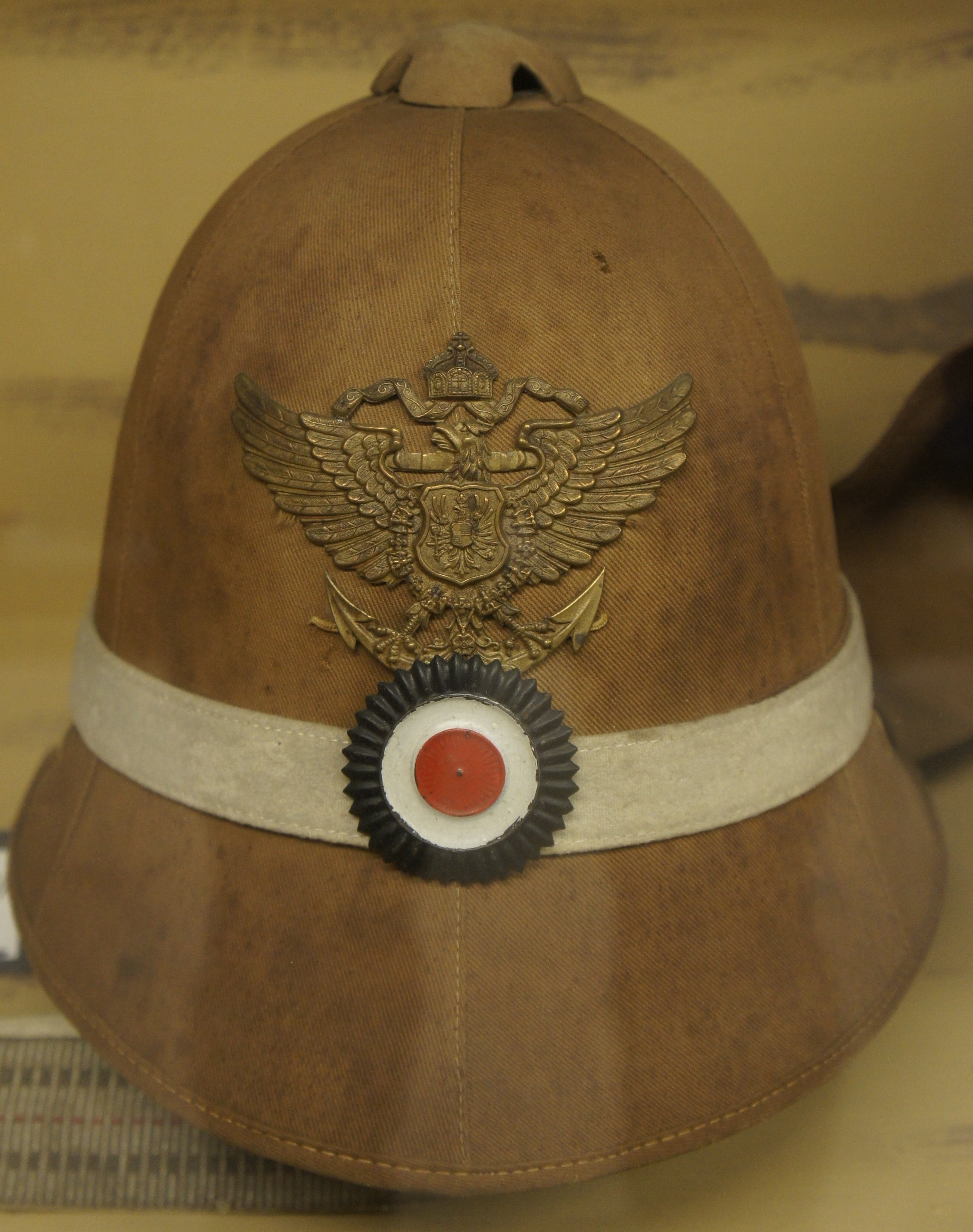
III. Seebataillon, Tropenhelm mit Adler/Anker und Kokarde
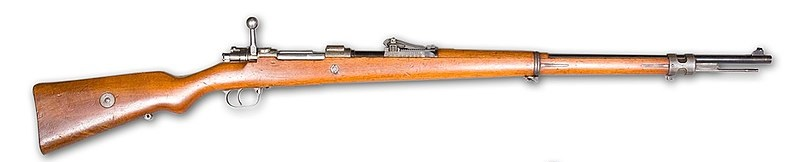
Gewehr des Modells 98
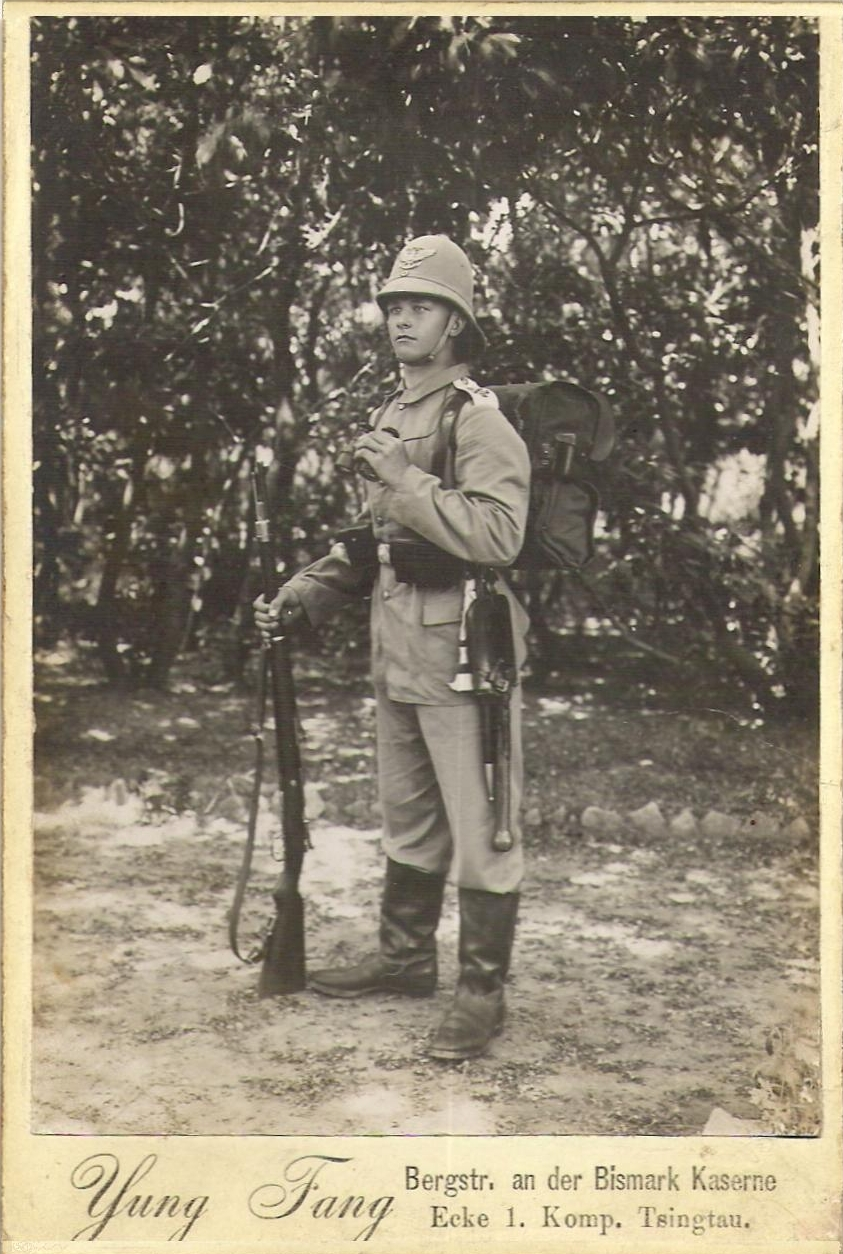
III. Seebataillon, Marine-Infanterist mit Tropenhelm, Gewehr 98, Seitengewehr, Pionierspaten und Marschstiefel M1866 (1912)

## Bekannte Bataillonsangehörige
- Johannes Barth, 1914 als Seesoldat in der 7. Kompanie
- Siegfried Berliner, 1914 als Vizefeldwebel der Landwehr I in der 7. Kompanie
- Hermann Bohner, 1914 als Seesoldat in der 6. Kompanie
- Hermann von Detten, von 1910 bis 1912 als Oberleutnant Bataillonsadjutant[5]
- Hermann Dold, 1914 als Marineunterarzt
- Otto Dziobek, 1900 als Leutnant in der 3. Kompanie[46]
- Erich von Falkenhayn, von 1898 bis 1899 als Hauptmann Chef der 3. Kompanie[5]
- Karl Fischer, trat 1906 als Einjährig-Freiwilliger ein und war 1914 Vizefeldwebel der Reserve in der 6. Kompanie[31]
- Karl Genzken, 1914 als Marine-Oberassistenzarzt
- Hermann von der Heyde, von 1897 bis 1899 als Hauptmann Chef der 4. Kompanie[5]
- Wolfgang Höfeld, von 1907 bis 1908 als Einjährig-Freiwilliger
- Georg Keiper, 1914 als Vizefeldwebel in der 7. Kompanie
- Karl Merck, 1914 als Leutnant der Reserve in der Maschinengewehrkompanie
- Fritz Pferdekämper, 1914 als Unteroffizier der Reserve in der 6. Kompanie
- Viktor Praefcke, 1914 als Bataillonsarzt
- Götz Riedesel zu Eisenbach, 1914 als Leutnant der Reserve in der (berittenen) 5. Kompanie
- Felix Schelle, von Januar bis Oktober 1898 als Premierleutnant[5]
- Ferdinand Schmidt, von Oktober 1907 bis Oktober 1908 als Einjährig-Freiwilliger
- Friedrich Solger, 1914 als Leutnant der Reserve in der 6. Kompanie (Führer des 3. Zuges)